# Höstastilbe
Höstastilbe (Astilbe thunbergii) är en stenbräckeväxtart som först beskrevs av Philipp Franz von Siebold och Zucc., och fick sitt nu gällande namn av Friedrich Anton Wilhelm Miquel. Enligt Catalogue of Life ingår Höstastilbe i släktet astilbar och familjen stenbräckeväxter, men enligt Dyntaxa är tillhörigheten istället släktet astilbar och familjen stenbräckeväxter. Arten förekommer tillfälligt i Sverige, men reproducerar sig inte.

## Underarter
Arten delas in i följande underarter:
- A. t. bandaica
- A. t. congesta
- A. t. fujisanensis
- A. t. kiusiana
- A. t. shikokiana

## Bildgalleri

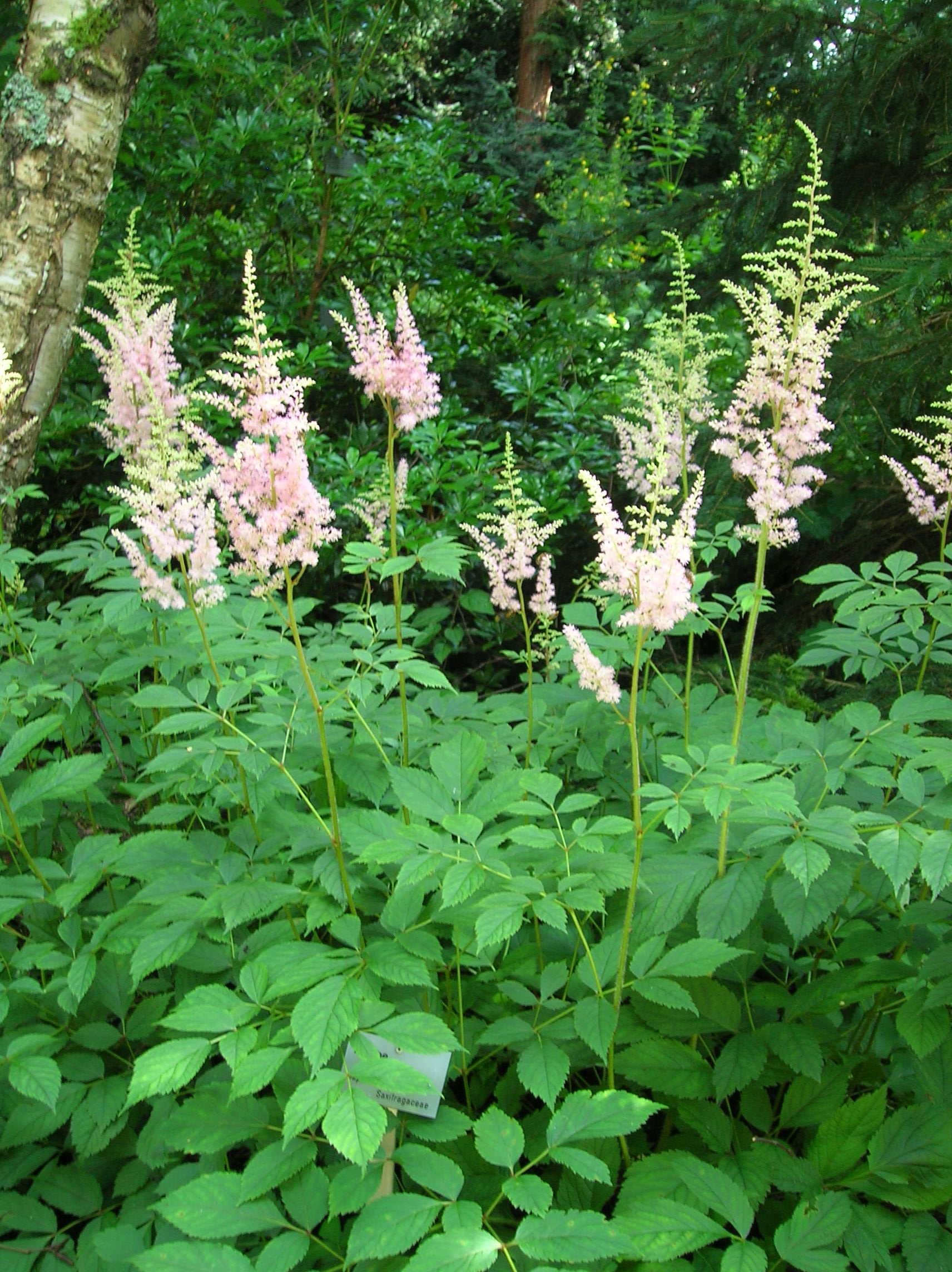
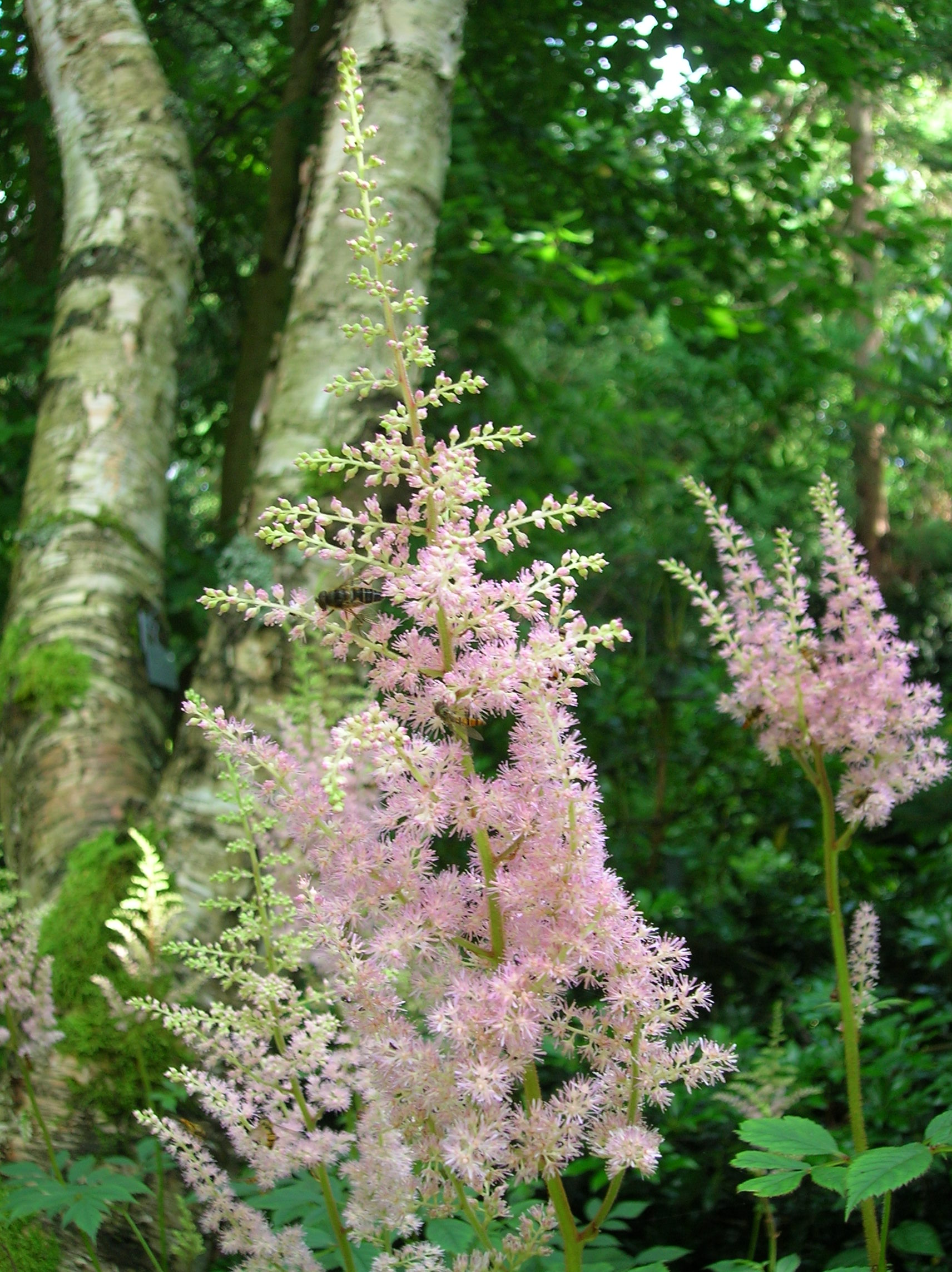
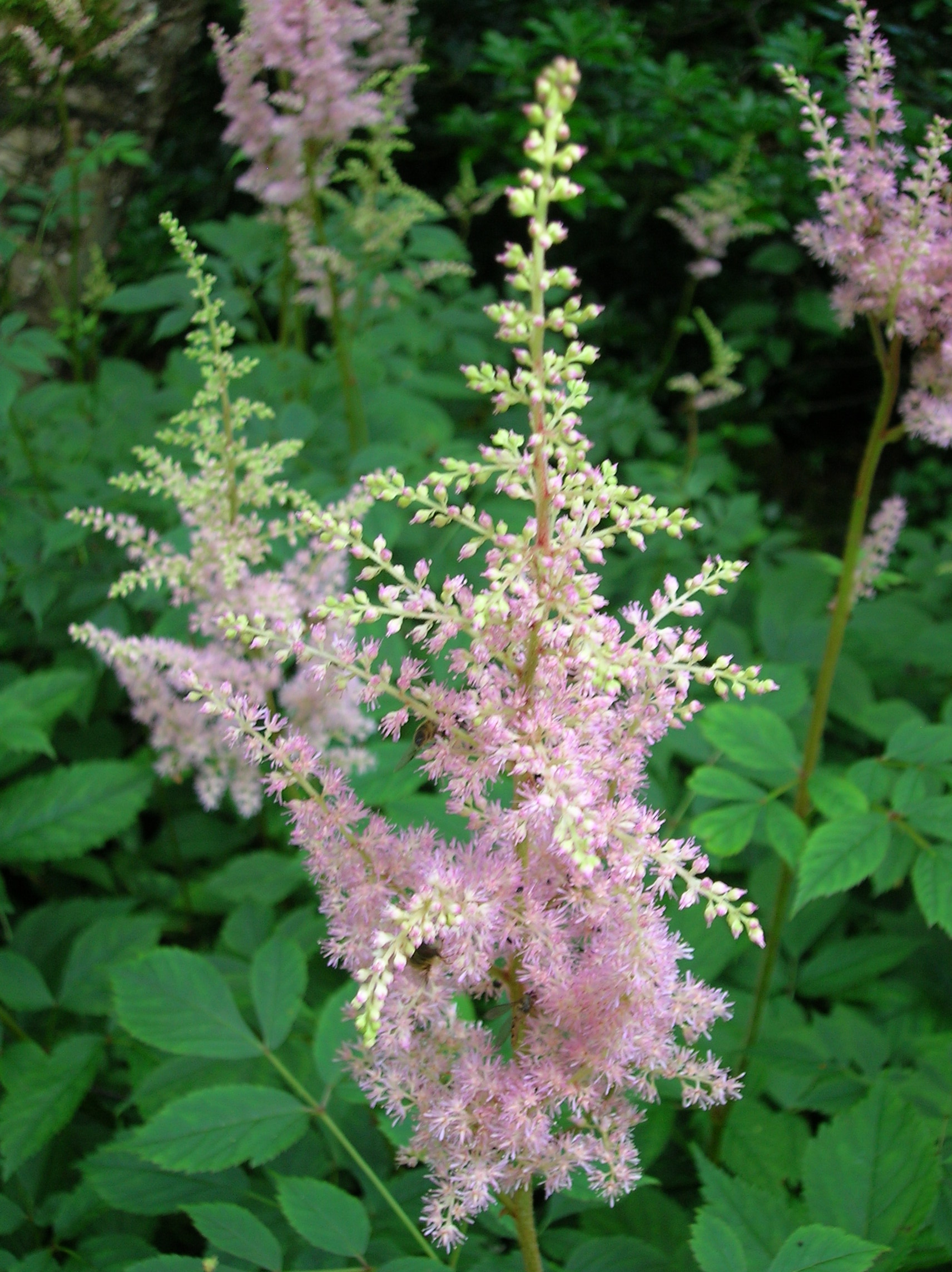
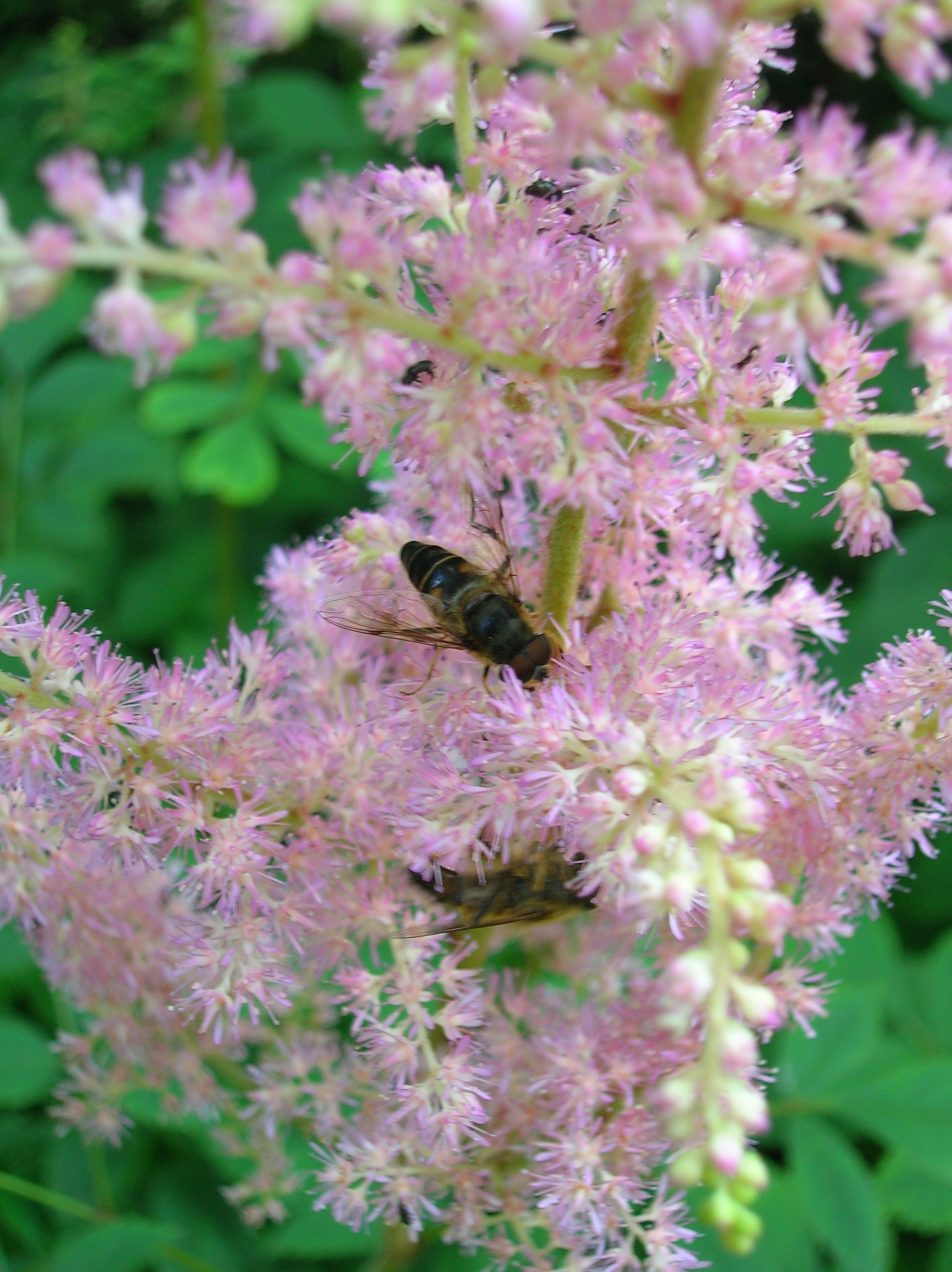
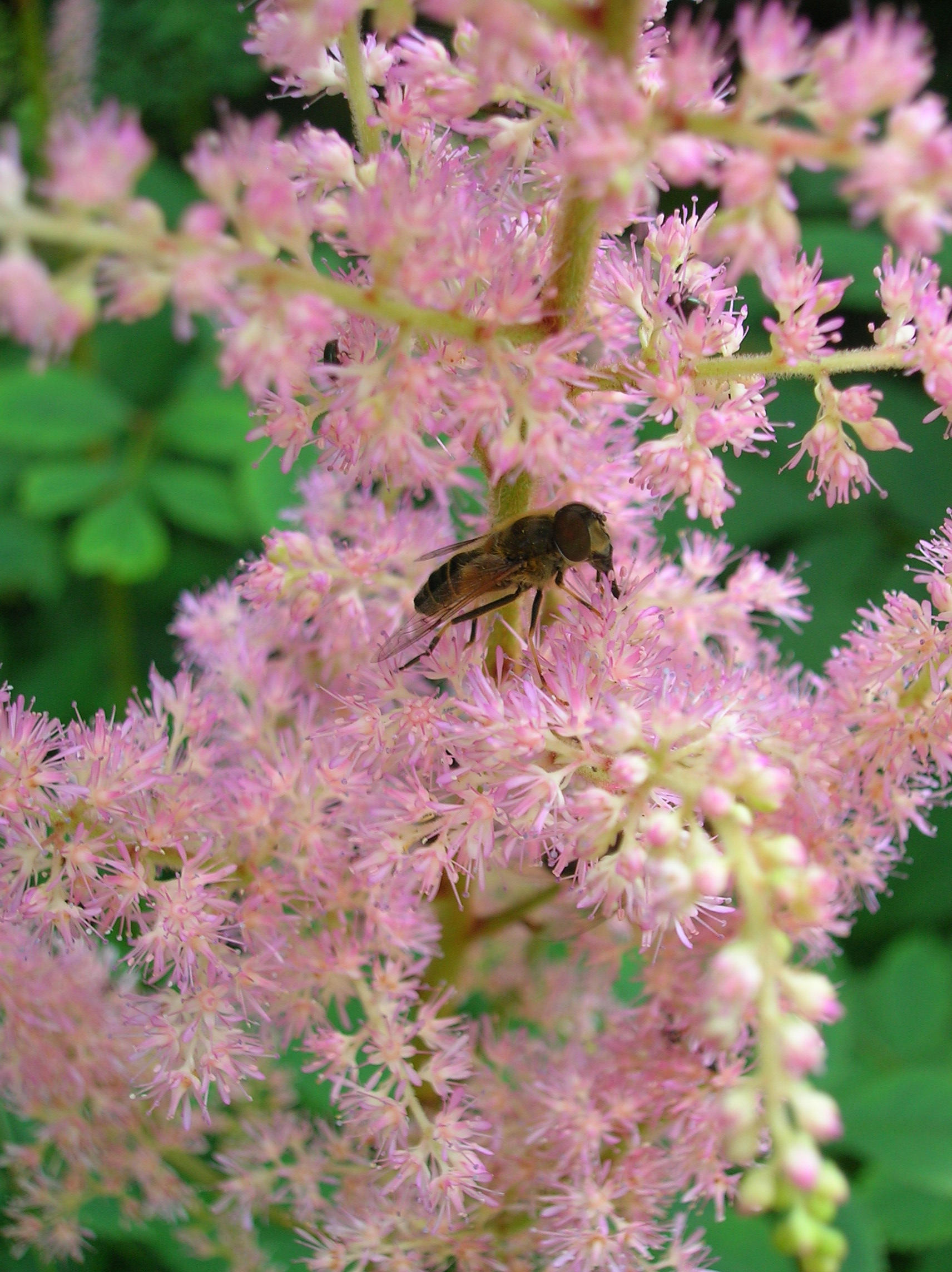
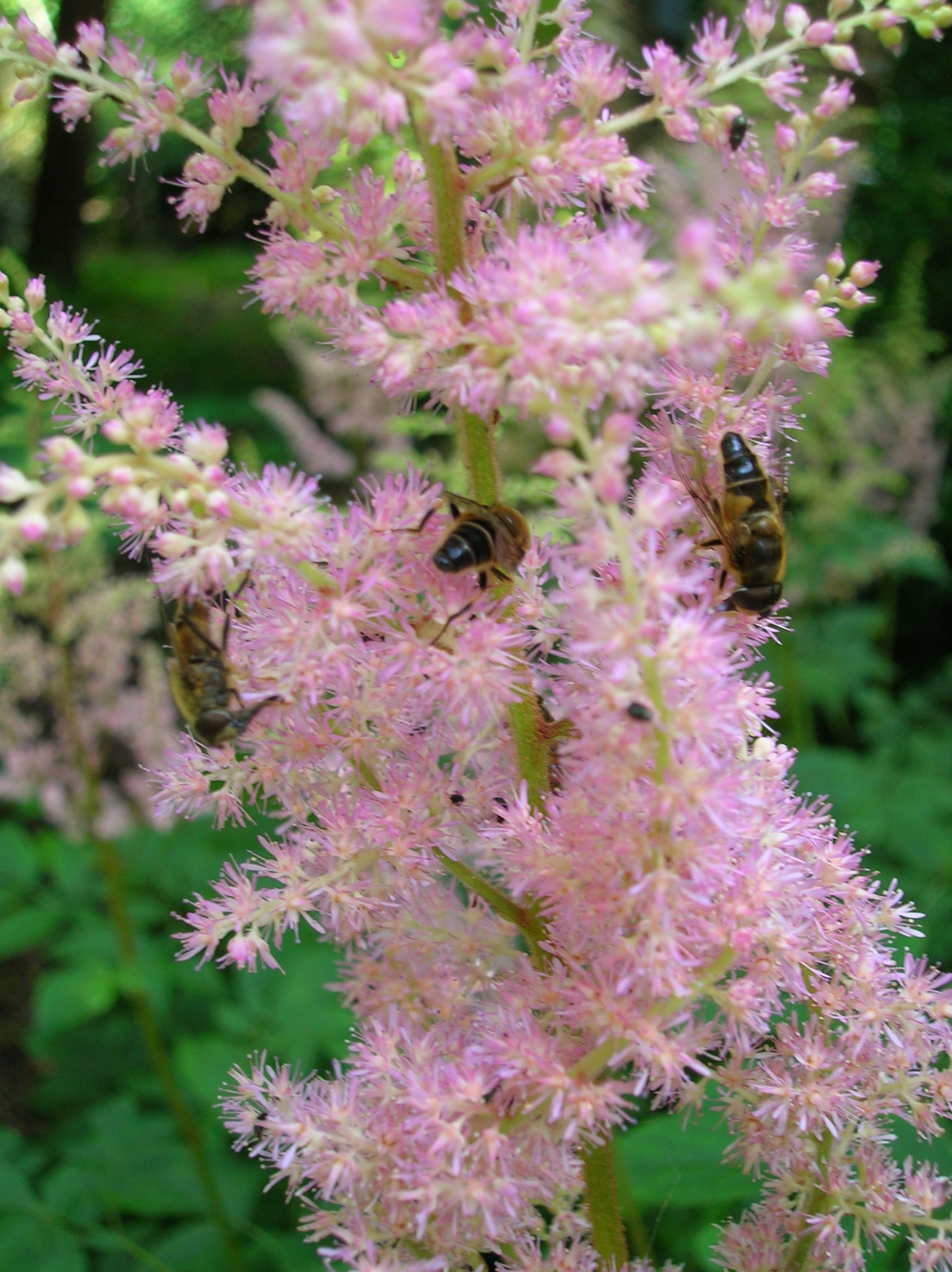